# Lachenalia peersii
Lachenalia peersii là một loài thực vật có hoa trong họ Măng tây. Loài này được Marloth ex W.F.Barker mô tả khoa học đầu tiên năm 1978.